# Auguste Barth

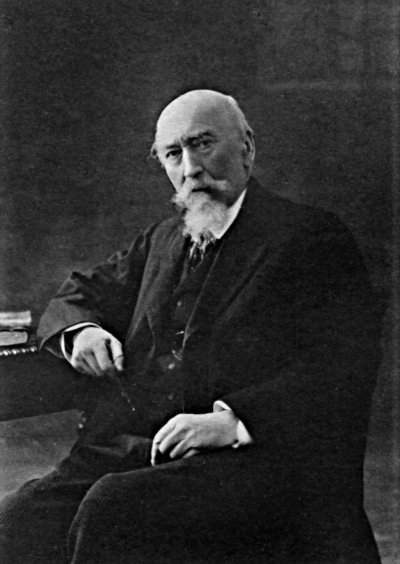
Auguste Barth

Auguste Barth (* 22. Mai 1834 in Schiltigheim; † 15. April 1916 in Paris) war ein französischer Indologe.

## Leben und Wirken
Barth wurde in Schiltigheim bei Straßburg geboren. Das Studium an der dortigen Universität schloss er 1856 mit dem Lizenziat (Licence de lettres) ab. Anschließend unterrichtete er an einem Còllege bei Saverne im Elsass und beschäftigte sich im Selbststudium mit Sanskrit. 1861 ging er für ein Jahr nach Paris, um seine Dissertation vorzubereiten. 1864 veröffentlichte er seinen ersten Aufsatz, eine Studie über die Bhagavad Gita. Er nahm am Deutsch-Französischen Krieg von 1870 bis 1871 teil und lehnte es nach Kriegsende ab, weiter im Elsass zu leben. Er zog nach Genf und 1877 nach Paris, wo er bis zu seinem Lebensende lebte. Durch eine früh aufgetretene Taubheit konnte er keine Lehrtätigkeit ausüben.
Barth war auf dem Gebiet der Indologie Autodidakt. Er verfügte jedoch über ein breites Wissen von der Epigraphik bis zur Religionsgeschichte und war ein profunder Kenner der Originalquellen. Er verfasste vor allem Aufsätze in Fachzeitschriften, so im Journal Asiatique, in Mélusine und Mémoires de la Société de Linguistique. 1879 veröffentlichte er sein Hauptwerk Les Religions de l’Inde. Er war einer der Gründer der École française d’Extrême-Orient.
Barth war Mitglied und Ehrenmitglied zahlreicher wissenschaftlicher Gesellschaften und Akademien. 1893 wurde er als ordentliches Mitglied in die Académie des Inscriptions et Belles-Lettres aufgenommen. 1896 wurde er zum auswärtigen Mitglied der Königlich Niederländischen Akademie der Wissenschaften und 1902 zum korrespondierenden Mitglied der Russischen Akademie der Wissenschaften gewählt. Ende 1895 wurde er zum Mitglied der Ehrenlegion (Ritter) ernannt. Die Université catholique de Louvain verlieh ihm 1909 den Ehrendoktortitel.